# Jean Saint Malo
Jean Saint Malo, noto anche come Juan San Malo in lingua spagnola (... – 19 giugno 1784), fu il capo di un gruppo di schiavi fuggiaschi della Louisiana coloniale, allora sotto il dominio spagnolo.

## Biografia
Saint Malo e la sua banda si accamparono in una zona paludosa di Lago Borgne, con armi ottenute da persone di colore liberate e da schiavi delle piantagioni. I fuggiaschi vissero nelle paludi situate ad est di New Orleans, stabilendo il loro quartier generale a Galliard tra il 1780 ed il 1784.
Gli spagnoli sedarono la rivolta degli schiavi nel 1783, ed oltre un centinaio di fuggiaschi furono catturati.
Saint Malo fu condannato a morte per impiccagione, con l'accusa di omicidio. L'esecuzione si svolse davanti all'alcalde Mario de Reggio il 19 giugno 1784, davanti alla St. Louis Cathedral (nell'odierna Jackson Square, New Orleans).
La città di Saint Malo (Louisiana), in Louisiana, prende da lui il nome.
Nonostante i due eventi non siano legati tra loro, curiosamente il 19 giugno, giorno dell'esecuzione di San Malo, viene ricordato da molti afroamericani come Juneteenth, giorno in cui fu ufficialmente abolita la schiavitù in numerosi stati meridionali.